# Eremomela salvadorii
Eremomela salvadorii là một loài chim trong họ Cisticolidae.